# Orlikia palmata
Orlikia palmata är en korallart som beskrevs av Malyutin 1993. Orlikia palmata ingår i släktet Orlikia och familjen Nidaliidae. Inga underarter finns listade i Catalogue of Life.